# Sân bay Cañal Bajo Carlos Hott Siebert
Sân bay Cañal Bajo Carlos Hott Siebert (IATA: ZOS, ICAO: SCJO) là một sân bay cách trung tâm thành phố Osorno 7 km, Chile. Sân bay này có 1 đường băng dài 1700 m rải asphalt.

## Các hãng hàng không và các tuyến điểm
Hiện có các hãng hàng không sau hoạt động tại sân bay Cañal Bajo Carlos Hott Siebert:
- LAN Airlines (to Valdivia and Santiago)
- Sky Airline (to Puerto Montt, Valdivia, Temuco, Concepción and Santiago)